# Echiniscus evelinae
Echiniscus evelinae är en djurart som tillhör fylumet trögkrypare, och som beskrevs av De Barros 1942. Echiniscus evelinae ingår i släktet Echiniscus och familjen Echiniscidae. Inga underarter finns listade i Catalogue of Life.